# كارولين هاريس (ممثلة)
كارولين هاريس (بالإنجليزية: Caroline Harris)‏ هي ممثلة أمريكية، ولدت في 11 نوفمبر 1867، وتوفيت في 23 أبريل 1937 في نيويورك في الولايات المتحدة.

## وصلات خارجية
- كارولين هاريس على موقع IMDb (الإنجليزية)
- كارولين هاريس على موقع قاعدة بيانات برودواي على الإنترنت (الإنجليزية)
- كارولين هاريس على موقع قاعدة بيانات الفيلم (الإنجليزية)